# Дунавска бановина
Дунавската бановина е административно-териториална единица в рамките на Кралство Югославия. Като такава просъществува от 1929 до 1941 г., т.е. до нападението на силите на Оста на 6 април 1941, последвано от първото разпадане на Югославия. Тя е втора по големина от деветте бановини след Савска бановина /с площ 31.479 km² и 2.387.495 жители/. Административен център на бановината е град Нови Сад, столицата на днешна Войводина.

## Име
Наименованието ѝ е дадено по името на река Дунав.

## Обхват
Бановината включва югославската територията на Срем (сръбската част), Бачка, Бараня, Банат, както и Шумадия с района на Подунавието на юг от Дунав в днешна Централна Сърбия /включващ средновековните български Браничевска и Белградска област/, без столичния и крайстоличен район на Белград, обособен в отделна административна единица.
По-големи градове в бановината освен главния Нови Сад са Крагуевац, Смедерево и Пожарево.

## История
Югославските власти умишлено припояват към Войводина и цяла Шумадия с цел усилване сръбския елемент в бановината. Въпреки съпротивата у голяма част от обществото и интелектуалците срещу обособяването на териториални административни единици несъвпадащи с оформилите се в исторически план области в Югославия, така извършеното административно деление среща подкрепата на някои сръбски учени като Станое Станоевич.
Към бановината е придадена и част от територията на българското землище включваща средновековните български Браничевска и Белградска област ведно с района на Пожарево. В Дунавската бановина живеят и банатските българи. Бановината е една от трите /редом с Вардарската и Моравската/ в която живеят компактно българите в Югославия.
По време на Втората световна война частта от бановината останала номинално под сръбска власт се управлява от немските военни власти базирани в Смедерево.

## Банове (1929-1941)
- Дака Попович (1929-1930)
- Радослав Дунич (1930)
- Светомир Матич (1930-1931)
- Милан Николич (1931-1933)
- Добрица Маткович (1933-1935)
- Милойко Васович (1935)
- Светислав Паунович (1935-1936)
- Светислав Раич (1936-1939)
- Йован Радивоевич (1939-1940)
- Бранко Киюрина (1940-1941)
- Милорад Влашкалин (1941)